# Poggio Cinolfo
Poggio Cinolfo è una frazione di circa 500 abitanti del comune di Carsoli (AQ), in Abruzzo.

## Geografia fisica

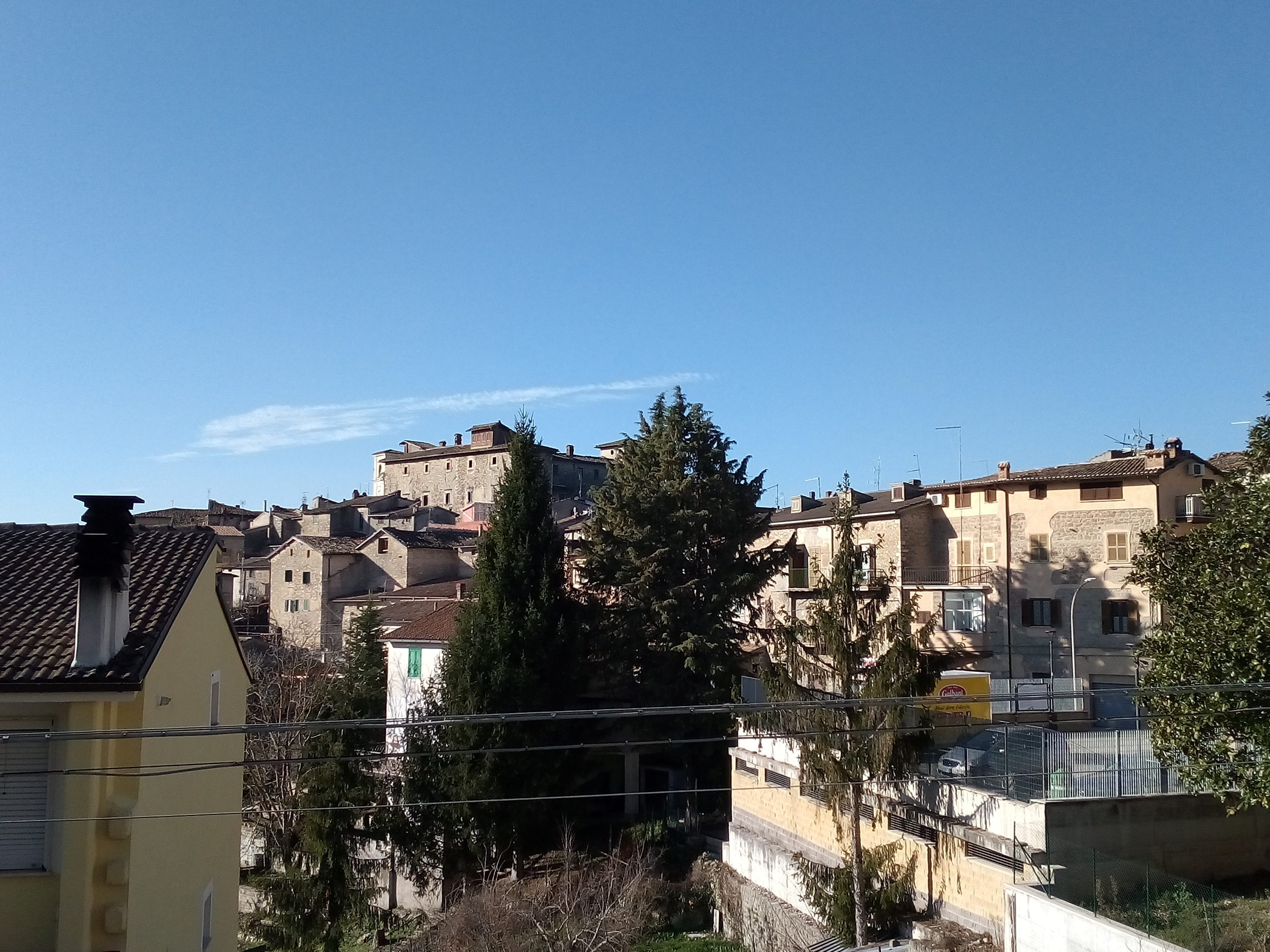
Spunto del borgo

Il borgo montano è posto a 713 m s.l.m. sul versante settentrionale dei monti Carseolani. Il paese è dominato dal palazzo baronale dal quale è possibile ammirare la piana del Cavaliere e le vette dei rilievi montuosi più importanti, verso nord il monte Terminillo e a est il monte Velino. Confina a nord con Collalto Sabino, a ovest con Vivaro Romano, a sud con il territorio di  Civita di Oricola, a est con quello di Carsoli.
Dista circa 3 chilometri dal capoluogo comunale.

## Storia

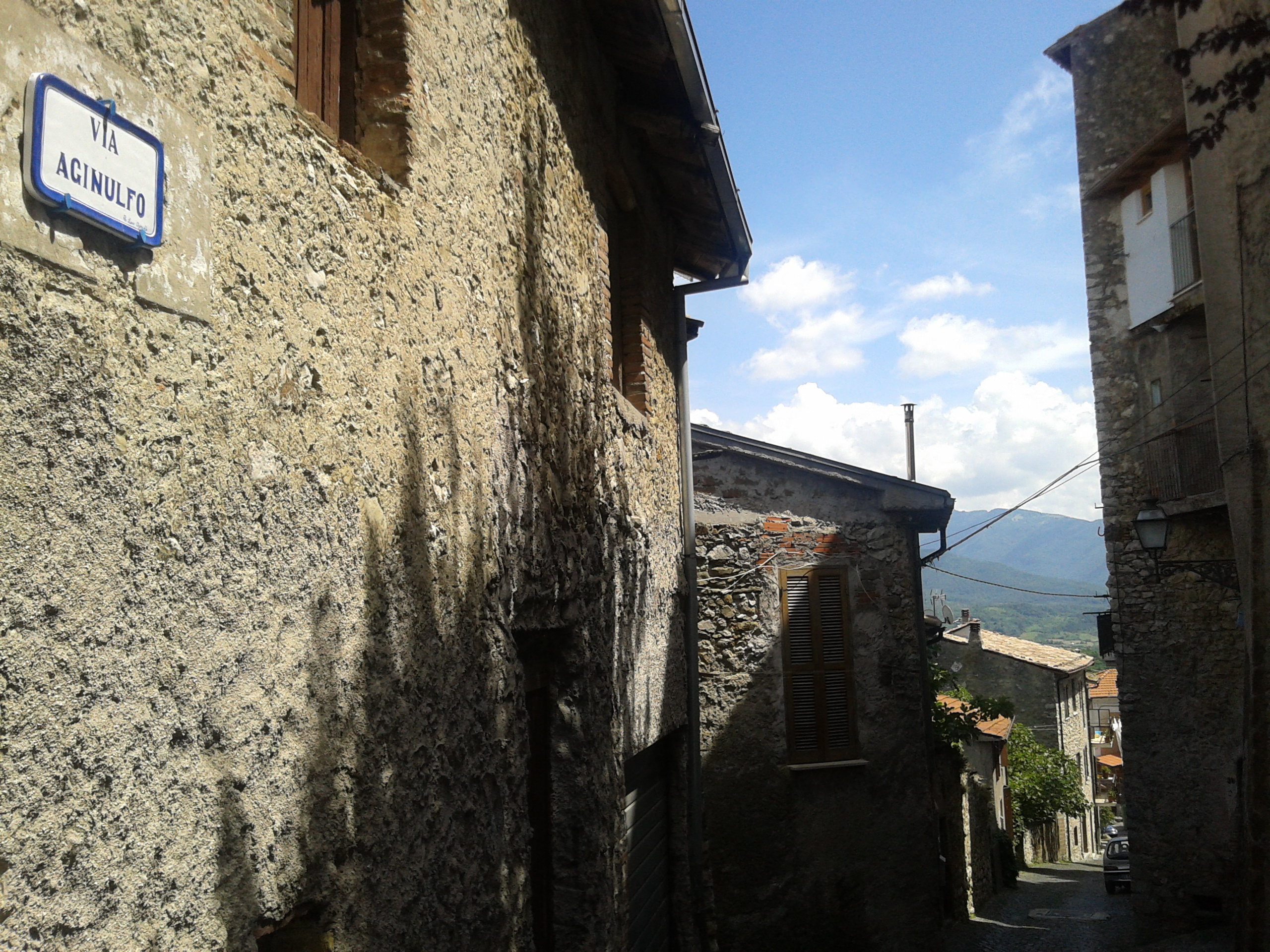
Scorcio del borgo antico

Il nome del borgo è legato con ogni probabilità a Siginulfo, esponente dei conti dei Marsi. Lo storico Muzio Febonio nella sua opera Historiae marsorum, grazie ad un'antica epigrafe in lingua osca, affermò che il toponimo originario fu Podio Dinolfi.
Verosimilmente il borgo fu edificato dal re dei Longobardi, Agilulfo, appartenendo come tutti i centri della provincia Valeria al ducato di Spoleto fino alla seconda metà dell'XVIII secolo. L'area dove sorge è posta al confine delle zone che nell'antichità furono contese dagli Equi e dai Marsi. I primi insediamenti risalirebbero al III secolo a.C. ma è nell'epoca dell'incastellamento medievale che si sviluppò il nucleo urbano primordiale.
Nel corso del Medioevo il borgo era noto con i nomi di Poggio Siginolfo o Poggio Ginolfo i cui toponimi venivano messi in relazione al primo signore del paese, esponente della famiglia Berardi della contea dei Marsi. Dall'avvento dei Normanni nel XII secolo, il borgo appartenne alla contea di Carsoli, risultando successivamente un feudo degli Orsini. Nel Settecento alcuni membri della nobile famiglia fiorentina dei Segni si stabilirono nel paese presso il palazzo di proprietà di via Aginulfo.
Gli ultimi feudatari furono i Coletti, famiglia insediata in alcuni borghi del ducato di Tagliacozzo come Pietrasecca e Tufo e nelle terre della val de' Varri, prima dell'eversione feudale. 
Grazie alla conformazione geologica delle rocce e del territorio il borgo non ha subito danni irreparabili con il terremoto che nel 1915 devastò alcune province dell'Italia centrale, in particolare il comprensorio della Marsica.
Il paese della piana del Cavaliere è considerato un'amena località di villeggiatura ed è una della mete estive abruzzesi preferite dai romani.

## Monumenti e luoghi d'interesse

### Architetture religiose

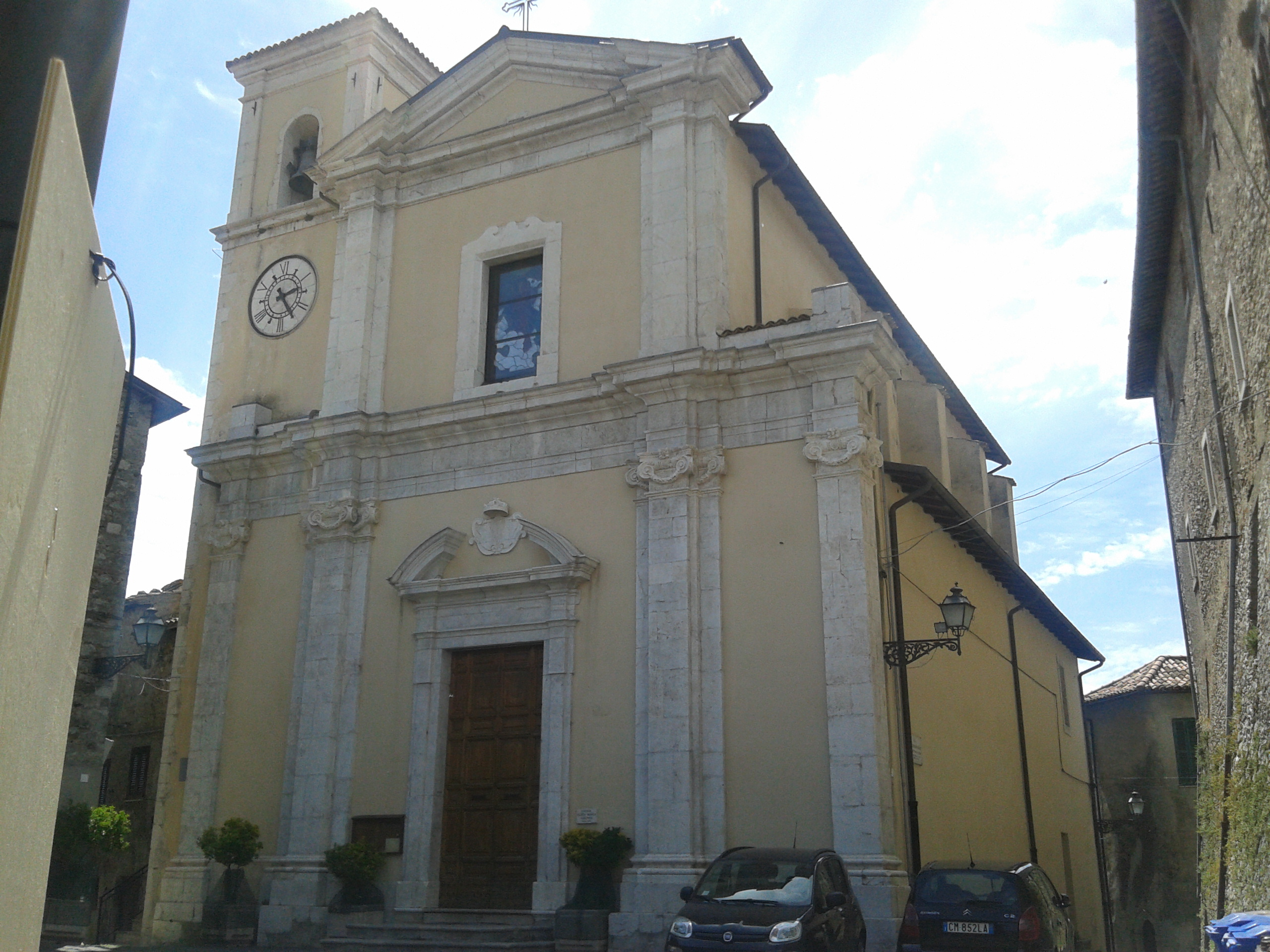
Chiesa di Santa Maria Assunta

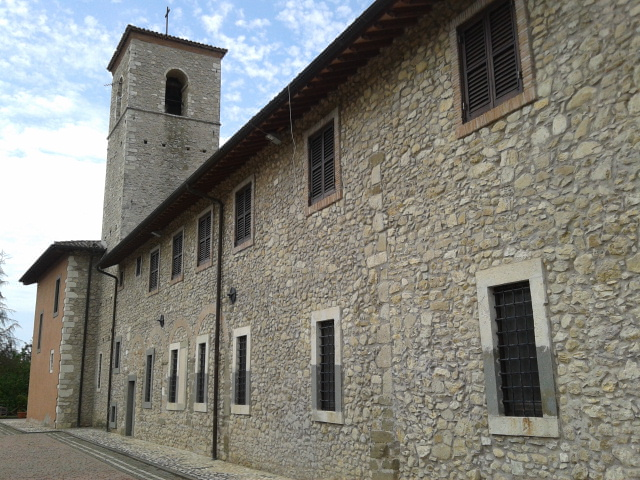
Convento di San Francesco

Chiesa di Santa Maria AssuntaEdificio di culto realizzato in pietra locale dallo scalpellino Giambattista Colucci. L'edificio, costruito su una chiesa preesistente e fatto completare dalla contessa Lucretia Marcellini Marciani, presenta un'incisione dell'anno 1734 che indicherebbe la data di fondazione. La chiesa consacrata nel 1788 presenta una navata ampia e luminosa, l'altare maggiore e quattro altari laterali. All'interno ci sono la pala d'altare raffigurante l'Assunzione della Vergine (attribuita da alcuni studiosi ad Agostino Masucci, Giuseppe Bottani e Stefano Pozzi), i dipinti del Padre Eterno, della Vergine che schiaccia il serpente e di antichi stemmi araldici. Le pale di Angelo Balestra sono datate 1883 e 1841. Nella chiesa è presente l'urna con il corpo di Santa Fortunia, patrona di Poggio Cinolfo. Il campanile presenta un orologio a sei ore.
Chiesa e convento di San FrancescoGli edifici originari sarebbero risalenti al 1216, anno in cui san Francesco d'Assisi visitò il borgo dopo aver soggiornato a San Benedetto dei Marsi, all'epoca sede della chiesa madre della diocesi dei Marsi. Chiesa e convento rimaneggiati più volte durante i secoli hanno mantenuto alcune tracce delle strutture originarie, in particolare una cella del convento con finestra dotata di grata da cui il santo si fece ammirare dai fedeli. Il luogo di culto fu frequentato da bambino dal Venerabile, Ildebrando Gregori.
- Chiesa della Madonna delle Grazie, edificata nella seconda meta del XVII secolo[12].
- Chiesa di San Pietro, citata con il nome di "Sancti Petri in Podio", insieme alla chiesa di Santa Maria, nella bolla di Papa Clemente III indirizzata al vescovo dei Marsi Eliano nel XII secolo[13].
- Cappella di San Rocco, risalente al XVII secolo[14].

### Architetture civili

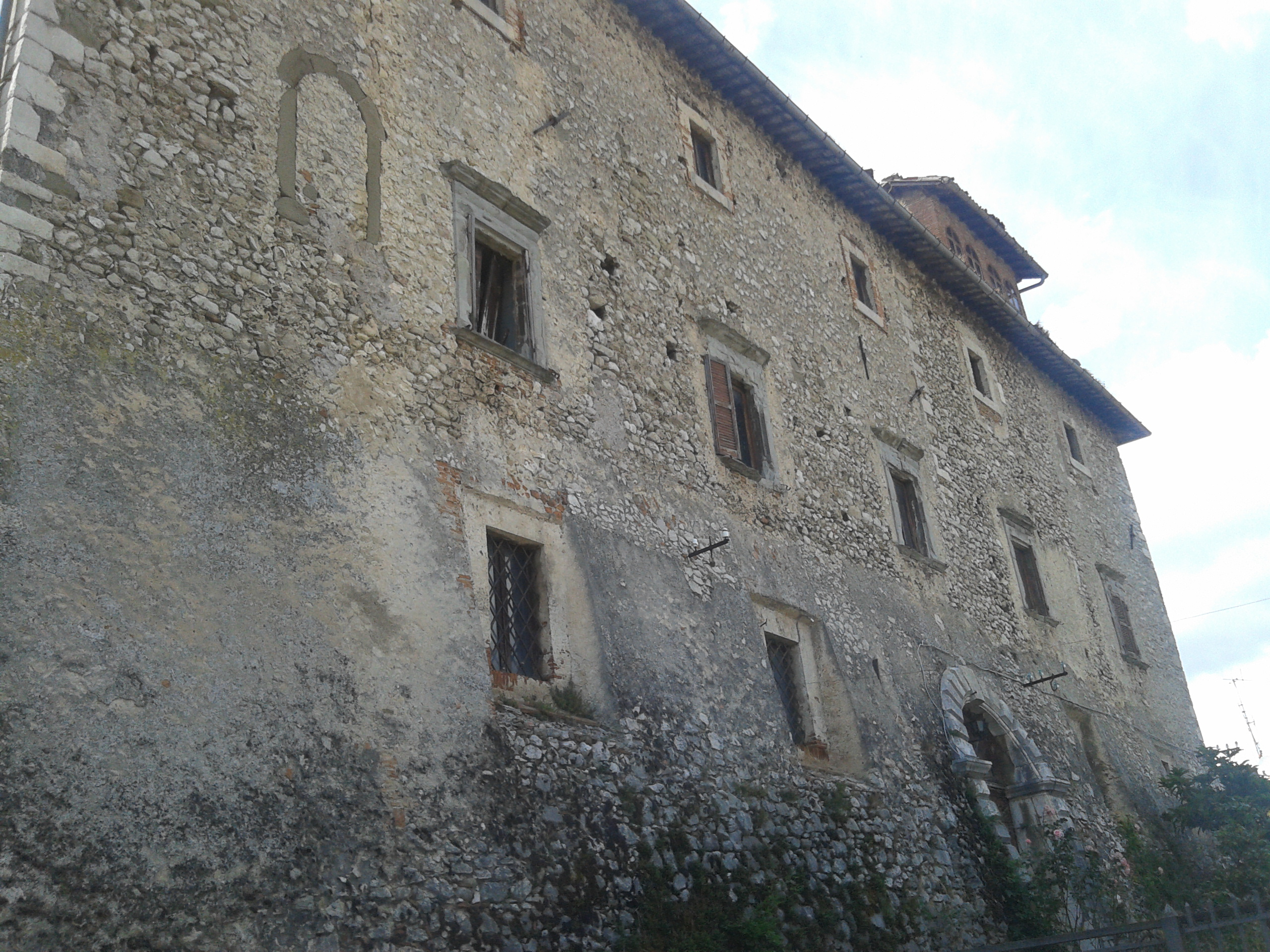
Facciata del palazzo baronale

Palazzo baronaleOriginariamente edificato come castello-recinto a cominciare dall'XI secolo, appartenne ai Berardi conti dei Marsi. Ampliato e adeguato a palazzo rinascimentale, è detto anche palazzo Savelli o palazzo Coletti, nei secoli ha visto molte famiglie in capo alla proprietà: Mareri, Zambeccari e Savelli. Successivamente il palazzo venne ceduto ai marchesi Ferdinando e Lucretia Marcellini Marciani. Nel XVIII secolo Carlo VI d'Asburgo lo donò al marchese Francesco Maria Ottieri, mentre gli ultimi suoi signori, insieme a tutti i possedimenti di Poggio Cinolfo, furono alcuni esponenti della nobile famiglia Coletti. Nel suo interno il piccolo cortile, creato nel XVII secolo in seguito ai lavori del definitivo ampliamento del palazzo nobiliare, è impreziosito da alcuni pilastri. Ci sono quattro piani, il seminterrato che veniva utilizzato per raccogliere l'acqua e per mantenere le derrate alimentari, il piano terra che ospitava cucine e servizi, il piano intermedio nobile e l'ultimo piano riservato della servitù. Dall'aspetto possente e vetusto si presenta ancora come una vera e propria residenza signorile situata al confine della Marsica con la Sabina.

### Aree naturali
Bosco di SeseraSito di interesse comunitario situato tra i 570 e i 640 m s.l.m. La superficie del bosco è pari a circa 598 ettari e ricade per oltre il 90% nel territorio comunale di Oricola e per il resto in quello di Carsoli, segnando il confine con i comuni di Riofreddo, Vallinfreda e Vivaro Romano. Secondo una leggenda il luogo fu dimora del generale Sisara che diede il nome al bosco. La vegetazione del bosco consiste in sempreverdi come castagni, cerri, faggi, pioppi e querce.
- Piana del Cavaliere
- Cammino di San Pietro Eremita

## Società

### Tradizioni e folclore
L'11 maggio si celebra annualmente con riti religiosi e popolari la festa patronale in onore di santa Fortunia. Nel 2008 in occasione del bicentenario dell'arrivo in paese della santa si è svolta l'ostensione del corpo della santa martirizzata.

## Infrastrutture e trasporti

### Strade
Il borgo è situato lungo via Palombara, una delle strade intercomunali che unisce la piana del Cavaliere alla provincia di Rieti, proseguimento della strada provinciale n. 69 Sabinese. La strada provinciale n. 34 Turanense, invece, collega la frazione a Carsoli e agli altri comuni marsicani.